# Translacija
Translácija ali vzporédni premík je v fiziki gibanje togega telesa, pri katerem se njegovi deli gibljejo po vzporednih krivuljah, tako da ostaja telo ves čas vzporedno z začetno lego. Poseben primer translacije je premo gibanje, kjer so krivulje, po katerih se gibljejo deli telesa, premice.
Translacija je edini mogoč način gibanja točkastega telesa.

## Matematični opis translacije
V matematiki je translacija preslikava, pri kateri se vse točke dane množice premaknejo za enako razdaljo v isti smeri. Pri tem nas zanima samo povezava med začetno in končno lego (ne pa celoten potek premikanja - kot v fiziki), zato lahko privzamemo, da gre za premi premik (gibanje po premicah in ne po krivuljah).
Vzporedni premik ali translacija ohranja razdalje med točkami, zato sodi med toge premike.
Točka  T(x,y,z) se preslika v točko T' s koordinatami:
{\displaystyle x'=x+a\!\,}
{\displaystyle y'=y+b\!\,}
{\displaystyle z'=z+c\!\,}
Števila a, b in c so pri tem konstante, ki skupaj sestavljajo vektor premika (a,b,c).